# Molenschot
Molenschot est un village situé dans la commune néerlandaise de Gilze en Rijen, dans la province du Brabant-Septentrional. Le village compte 1 413 habitants.